# Cyklistika na Letních olympijských hrách 1968
Cyklistické soutěže na Letních olympijských hrách v Ciudad de México.

## Silniční cyklistika

### Muži
| Kategorie                      | Zlato                                                                            | Stříbro                                                                                  | Bronz                                                                                        |
| ------------------------------ | -------------------------------------------------------------------------------- | ---------------------------------------------------------------------------------------- | -------------------------------------------------------------------------------------------- |
| Muži závod s hromadným startem | Pierfranco Vianelli · Itálie (ITA)                                               | Leif Mortensen · Dánsko (DEN)                                                            | Gösta Pettersson · Švédsko (SWE)                                                             |
| Muži časovka družstev          | Nizozemsko (NED) · Joop Zoetemelk · Fedor den Hertog · Jan Krekels · René Pijnen | Švédsko (SWE) · Sture Pettersson · Tomas Pettersson · Erik Pettersson · Gösta Pettersson | Itálie (ITA) · Pierfranco Vianelli · Giovanni Bramucci · Vittorio Marcelli · Mauro Simonetti |

## Dráhová cyklistika

### Muži
| Kategorie                   | Zlato                                                                       | Stříbro                                                                              | Bronz                                                                                   |
| --------------------------- | --------------------------------------------------------------------------- | ------------------------------------------------------------------------------------ | --------------------------------------------------------------------------------------- |
| 1000 m s pevným startem     | Pierre Trentin · Francie (FRA)                                              | Niels Fredborg · Dánsko (DEN)                                                        | Janusz Kierzkowski · Polsko (POL)                                                       |
| stíhací závod (jednotlivci) | Daniel Rebillard · Francie (FRA)                                            | Mogens Jensen · Dánsko (DEN)                                                         | Xaver Kurmann · Švýcarsko (SUI)                                                         |
| sprint (jednotlivci)        | Daniel Morelon · Francie (FRA)                                              | Giurdano Turrini · Itálie (ITA)                                                      | Pierre Trentin · Francie (FRA)                                                          |
| stíhací závod (družstva)    | Dánsko (DEN) · Per Jørgensen · Reno Olsen · Gunnar Asmussen · Mogens Jensen | Západní Německo (FRG) · Karl Link · Udo Hempel · Karlheinz Henrichs · Jürgen Kissner | Itálie (ITA) · Luigi Roncaglia · Lorenzo Bosisio · Cipriano Chemello · Giorgio Morbiato |
| tandem                      | Francie (FRA) · Daniel Morelon · Pierre Trentin                             | Nizozemsko (NED) · Leijn Loevesijn · Jan Jansen                                      | Belgie (BEL) · Daniel Goens · Robert van Lancker                                        |

## Přehled medailí
| Pořadí | Země            | Zlato | Stříbro | Bronz | Celkově |
| ------ | --------------- | ----- | ------- | ----- | ------- |
| 1.     | Francie         | 4     | 0       | 1     | 5       |
| 2.     | Dánsko          | 1     | 3       | 0     | 4       |
| 3.     | Itálie          | 1     | 1       | 2     | 4       |
| 4.     | Nizozemsko      | 1     | 1       | 0     | 2       |
| 5.     | Švédsko         | 0     | 1       | 1     | 2       |
| 6.     | Západní Německo | 0     | 1       | 0     | 1       |
| 7.     | Belgie          | 0     | 0       | 1     | 1       |
| 7.     | Polsko          | 0     | 0       | 1     | 1       |
| 7.     | Švýcarsko       | 0     | 0       | 1     | 1       |